# Libre antenne (Europe 1)
Pour les articles homonymes, voir Libre Antenne.
 (septembre 2018).
La Libre antenne est une émission de radio française de libre antenne diffusée sur Europe 1 depuis septembre 1999. 
Émission animée à l'origine par Caroline Dublanche sous le nom d'Un psy à votre écoute (1999-2005) puis sous le nom de Libre antenne, Sophie Péters est venue renforcer le dispositif à partir de la rentrée 2015, pour devenir l'animatrice principale en juin 2018 alors que Caroline Dublanche quittait la chaîne.
En juillet 2019, Sophie Péters fait ses adieux à l'émission, elle est alors remplacée par Olivier Delacroix.

## Historique
L'émission est créée en 1999 par Caroline Dublanche. Jusqu'en 2015, elle est diffusée quatre à cinq fois par semaine, tard dans la soirée, et dure de deux à trois heures selon les années. Depuis la rentrée 2015, l'émission est quotidienne. Aussi, Caroline Dublanche est à l'antenne du lundi au jeudi et Sophie Péters du vendredi au dimanche.
Caroline Dublanche quittant Europe 1 en juin 2018, c'est Sophie Péters qui devient l'animatrice du lundi au jeudi et Sabine Marin du vendredi au dimanche de Libre Antenne à partir de la rentrée 2018,.
En juillet 2019, Sophie Péters quitte l'émission après avoir été évincée par la nouvelle direction de la station pour installer Olivier Delacroix.
À partir du 29 août 2022, la libre antenne est raccourcie de 23h30 à 1h, puis reprend en septembre 2022 son format de 23h à 1h. Le week-end, l'émission est désormais assurée par l'écrivain et réalisateur Yann Moix à la suite de l'éviction de Sabine Marin.

## Concept de l'émission
Caroline Dublanche, psychologue de formation, et Sophie Péters, psychanalyste, accueillent à l'antenne des auditeurs qui se confient sur leurs diverses problématiques. Elles tentent de les guider et trouver des solutions.
Les auditeurs envoient des SMS et des mails durant les témoignages. Les animatrices lisent les messages qui peuvent guider les personnes à l'antenne, et accueillent parfois d'autres personnes en même temps qui souhaitent apporter un complément d'information ou de soutien. 

## Équipe de l'émission

### Animatrices et animateurs en semaine
- Caroline Dublanche (1999-2018)
- Sophie Péters (2018-2019)
- Olivier Delacroix[4],[5](2019-2025)

### Animatrices et animateurs le weekend (depuis 2013)
- Sophie Péters (le vendredi 2013-2015, puis le samedi et dimanche de 2015 à 2018)
- Sabine Marin (2018-2022)
- Yann Moix (2022-2023)
- Valérie Darmon (depuis 2023)

### Jokers
Lors des congés de Caroline Dublanche et de Sophie Péters, d'autres animateurs ont accueilli les auditeurs :
- Valérie Darmon (depuis 2022)
- Bérénice Bourgueil (2022-2023)
- Sana Blanger (depuis 2019)
- Jean Doridot (2018)
- Catherine Blanc (2016, 2018, 2019, 2021)
- Sabrina Philippe (2016-2019)[6]
- Anne Cazaubon (2016-2018)
- Roland Perez (2014-2016, depuis 2024)
- Julia Martin (2014-2016)
- Sophie Péters (2008-2015)
- Caroline Weill (2007-2019)
- Alexandra Choukroune (2005-2007)
- Jeanne Delafond (2003-2005)
- Nathalie Corré (2001-2004)

### Techniciens réalisateurs
- Philippe Chartier (1999-2019)
- Fabrice Fougerouse (Week ends / 2008-2021)
- Jean-François Bussière (2019-2021)
- Laurent Pellé (Depuis 2021)
- Benoit Levionnois (Week ends / depuis 2021)

#### Standardistes / Collaborateurs
- Équipe d'Olivier Delacroix : Natacha Coroller et Florian Lanoir (Saisons 1 & 2)
- Equipe d'Olivier Delacroix: Julia Freund et Florian Lanoir (depuis 2021)
- Equipe de Valérie Darmon: Juliette Lavaux et Nicolas Tarot

## Émissions spéciales
L'émission aborde parfois des thématiques particulières telles que les phobies, les relations familiales, la souffrance au travail, l'adolescence, ou encore les relations mère-fils. D'autres émissions spéciales ont été programmées, pour marquer les dix ans de l'émission. Des personnalités ont animé l'émission à l'occasion d'émissions spéciales, Jean-Marie Bigard pour le premier avril 2013 ou encore Christophe Dechavanne et Caroline Diament pour une spéciale Sidaction.